# لارنس لسیگ
لارنس لسیگ (به انگلیسی: Lawrence Lessig) از دانشمندان و فعالان سیاسی و اهل آمریکا است. او استاد حقوق در دانشگاه هاروارد است. در انتخابات ریاست‌جمهوری سال ۲۰۱۶ ایالات متحده آمریکا او از طرف حزب دموکرات خود را نامزد کرده بود.
لسیگ از طرفداران کاهش محدودیت‌های حقوقی کپی‌رایت، نماد بازرگانی و طیف فرکانس رادیویی به خصوص در ابزارهای فناوری است. او در سال ۲۰۰۱ سازمان ناسودبر کرییتیو کامنز را بنیان نهاد تا بتواند دسترسی دیگران به تعدادی از آثار خلاقانه را گسترش دهد تا به‌طور قانونی بر پایه آن اثر اشتقاقی بسازند و به اشتراک بگذارند.

## فعالیت فرهنگی
لسیگ دو مدرک کارشناسی اقتصاد و مدیریت از دانشگاه پنسیلوانیا گرفت، یک کارشناسی ارشد فلسفه از دانشگاه کمبریج (کالج ترینیتی) گرفت، یک دکترای قضایی از مدرسه حقوق ییل در سال ۱۹۸۹ گرفت. پس از دانش‌آموختگی از مدرسه حقوق، نزد ریچارد پوزنر در دادگاه استیناف حوزه هفتم ایالات متحده آمریکا کارآموزی گذراند و یک سال نیز نزد آنتونین اسکالیا در دیوان عالی ایالات متحده آمریکا بود.

## فعالیت سیاسی
لسیگ از زمانی که در دانشگاه فلسفه می‌خواند، لیبرال بود. در اواخر ۱۹۸۰ که برای کارآموزی نزد دو قاضی محافظه کار، قاضی ریچارد پوزنر و عدالت‌گستر آنتونین اسکالیا رفت، در کارهایش لیبرال بود و بیشتر به خاطر هوشش انتخاب شده بود تا ایدئولوژیش.

## آثار
لارنس لسیگ چندین کتاب دربارهٔ تمایز بین آزادی که انتظار می‌رود، خواندن/نوشتن فرهنگ اینترنت و کنترل از طریق روش‌های فنی منتشر کرده‌است. این کتابها شامل «کتاب فرهنگ آزاد»، کد و دیگر قوانین محیط مجازی, کد: نسخهٔ ۲٫۰ و آیندهٔ ایده‌ها. می‌شوند.
- Code and Other Laws of Cyberspace (2000) ISBN 978-0-465-03913-5
- The Future of Ideas (2001) ISBN 978-0-375-50578-2
- Free Culture(فرهنگ آزاد) (۲۰۰۴) شابک ‎۹۷۸-۱-۵۹۴۲۰-۰۰۶-۹
- Code: Version 2.0 (2006) شابک ‎۹۷۸-۰-۴۶۵-۰۳۹۱۴-۲
- Remix: Making Art and Commerce Thrive in the Hybrid Economy (2008) ISBN 978-1-59420-172-1
- Republic, Lost: How Money Corrupts Congress—and a Plan to Stop It (2011) ISBN 978-0-446-57643-7
- One Way Forward: The Outsider's Guide to Fixing the Republic (2012) ISBN 978-1-61452-023-8
- Lesterland: The Corruption of Congress and How to End It (2013, CC-BY-NC) ISBN 978-1-937382-34-6

## فیلم‌ها
- تلفن همراه (فیلم): فیلمی در رابطه با تشعشعات تلفن همراه, ۲۰۱۴ فیلم مستند
- پسر اینترنت, ۲۰۱۴ فیلم مستند